# Campionats del món de ciclisme en ruta de 2012
Els Campionats del món de ciclisme en ruta de 2012 es disputaren del 15 al 23 de setembre de 2012 a Valkenburg i a diferents localitats de la província de Limburg, Països Baixos. La competició consistí en una cursa contrarellotge i una en ruta per a homes, dones, homes sub-23 i júniors masculins i femenins. Es recupera la contrarellotge per equips masculina i femenina, que no s'havien disputat des del 1994. En aquest cas, els equips estan formats per marques comercials.

## Medaller
| Posició | País          | Or | Plata | Bronze | Total |
| 1       | Alemanya      | 3  | 0     | 1      | 4     |
| 2       | Bèlgica       | 2  | 0     | 1      | 3     |
| 3       | Regne Unit    | 2  | 0     | 0      | 2     |
| 4       | Noruega       | 1  | 2     | 0      | 3     |
| 5       | Eslovènia     | 1  | 1     | 0      | 2     |
| 6       | Països Baixos | 1  | 0     | 2      | 3     |
| 7       | Kazakhstan    | 1  | 0     | 0      | 1     |
| 7       | Rússia        | 1  | 0     | 0      | 1     |
| 9       | Austràlia     | 0  | 4     | 2      | 6     |
| 10      | Estats Units  | 0  | 3     | 0      | 3     |
| 11      | Dinamarca     | 0  | 1     | 0      | 1     |
| 11      | França        | 0  | 1     | 0      | 1     |
| 13      | Itàlia        | 0  | 0     | 2      | 2     |
| 14      | Belarús       | 0  | 0     | 1      | 1     |
| 14      | Croàcia       | 0  | 0     | 1      | 1     |
| 14      | Espanya       | 0  | 0     | 1      | 1     |
| 14      | Nova Zelanda  | 0  | 0     | 1      | 1     |
| Total   | Total         | 12 | 12    | 12     | 36    |

## Resultats
|                                             | Or | Or          | Argent | Argent | Bronze | Bronze   |
| Proves masculines professionals             | |             | |        | |          |
| Cursa en línia masculina detalls            | Philippe Gilbert · Bèlgica | 6 h 10' 41" | Edvald Boasson Hagen · Noruega | + 04"  | Alejandro Valverde · Espanya | + 05"    |
| Contrarellotge masculina detalls            | Tony Martin · Alemanya | 58' 38"     | Taylor Phinney · Estats Units | + 05"  | Vassil Kirienka · Belarús | + 1' 44" |
| Contrarellotge per equips masculins detalls | Omega Pharma-Quick Step | 1h 03' 17"  | BMC Racing Team | + 03"  | Orica-GreenEDGE | + 47"    |
| Contrarellotge per equips masculins detalls | Tom Boonen (BEL) · Sylvain Chavanel (FRA) · Tony Martin (GER) · Niki Terpstra (NED) · Kristof Vandewalle (BEL) · Peter Velits (SVK)        | 1h 03' 17"  | Alessandro Ballan (ITA) · Philippe Gilbert (BEL) · Taylor Phinney (EUA) · Marco Pinotti (ITA) · Manuel Quinziato (ITA) · Tejay van Garderen (EUA) | + 03"  | Sam Bewley (NZL) · Luke Durbridge (AUS) · Sebastian Langeveld (NED) · Cameron Meyer (AUS) · Jens Mouris (NED) · Svein Tuft (CAN) | + 47"    |
| Proves masculines sub-23                    | |             | |        | |          |
| Cursa en línia masculina sub-23 detalls     | Aleksei Lutsenko · Kazakhstan | 4h 20' 15"  | Bryan Coquard · França | m. t.  | Tom Van Asbroeck · Bèlgica | m. t.    |
| Contrarellotge masculina sub-23 detalls     | Anton Vorobyev · Rússia | 44' 09"     | Rohan Dennis · Austràlia | + 44"  | Damien Howson · Austràlia | + 51"    |
| Proves femenines elit                       | |             | |        | |          |
| Cursa en línia femenina detalls             | Marianne Vos · Països Baixos | 3h 14' 29"  | Rachel Neylan · Austràlia | + 10"  | Elisa Longo Borghini · Itàlia | + 21"    |
| Contrarellotge femenina detalls             | Judith Arndt · Alemanya | 32' 26"     | Evelyn Stevens · Estats Units | + 33"  | Linda Villumsen · Nova Zelanda                                                                                                   | + 44"    |
| Contrarellotge per equips femenins detalls  | Specialized-Lululemon | 46' 31"     | Orica-AIS | + 24"  | AA-Drink-Leontien.nl | + 1' 59" |
| Contrarellotge per equips femenins detalls  | Charlotte Becker (GER) · Amber Neben (EUA) · Evelyn Stevens (EUA) · Ina-Yoko Teutenberg (GER) · Ellen van Dijk (NED) · Trixi Worrack (GER) | 46' 31"     | Judith Arndt (GER) · Shara Gillow (AUS) · Loes Gunnewijk (NED) · Melissa Hoskins (AUS) · Alexis Rhodes (AUS) · Linda Villumsen (NZL)              | + 24"  | Chantal Blaak (NED) · Lucinda Brand (NED) · Jessie Daams (BEL) · Sharon Laws (GBR) · Emma Pooley (GBR) · Kirsten Wild (NED)      | + 1' 59" |
| Proves masculines júniors                   | |             | |        | |          |
| Cursa en línia masculina júnior detalls     | Matej Mohorič · Eslovènia | 3h 00' 45"  | Caleb Ewan · Austràlia | m. t.  | Josip Rumac · Croàcia | m. t.    |
| Contrarellotge masculina júnior detalls     | Oskar Svendsen · Noruega | 35' 34"     | Matej Mohorič · Eslovènia | + 07"  | Maximilian Schachmann · Alemanya                                                                                                 | + 11"    |
| Proves femenines júniors                    | |             | |        | |          |
| Cursa en línia femenina júnior detalls      | Lucy Garner · Regne Unit | 2h 11' 26"  | Eline Gleditsch Brustad · Noruega | m. t.  | Anna Zita Maria Stricker · Itàlia                                                                                                | m. t.    |
| Contrarellotge femenina júnior detalls      | Elinor Barker · Regne Unit | 22' 26"     | Cecilie Uttrup Ludwig · Dinamarca | + 35"  | Demi de Jong · Països Baixos | + 1' 03" |